# San Cataldo (kloster)
 For alternative betydninger, se San Cataldo. (Se også artikler, som begynder med San Cataldo)
San Cataldo er et kloster ved Amalfikysten i det sydlige centrale Italien, hvor danske kunstnere og videnskabsfolk kan ansøge om stipendieophold. Siden San Cataldo i 1924 blev skænket som refugium af den danske italiensrejsende Carl Wiinstedt, har mere end tusinde danske videnskabsmænd, arkitekter, billedkunstnere, forfattere, komponister, musikere mv. gjort ophold på refugiet.

## Geografi
San Cataldo ligger på den østvendte side af den sorrentinske halvø ved Amalfi, i ca. 500 meters højde og med udsigt over Middelhavet og bjergene omkring Ravello. Fra terrassen er der udsigt over det italienske bjerglandskab, og det er muligt at komme omkring via de gamle bjergtrapper. Egnen omkring er især rig på historiske og arkitektoniske minder. Fra San Cataldo kan man foretage dagsudflugter til bl.a. Paestum, Pompei, Sorrento og Capri.

## Historie
San Cataldo er et gammelt tidligere Benedictiner nonnekloster, som den danske italiensrejsende Carl Wiinstedt (1875-1932) fandt og faldt for. I 1909 købte han det med tilhørende vingård, selv om det lå hen som ruin. Herefter genopbyggede Wiinstedt dele af klosteret, sådan at det kunne bebos, og under arbejdet fik han den ide at gøre San Cataldo til et studiehjem for danske videnskabsmænd, kunstnere og ’andre åndsarbejdere’. Først da Carl Wiinstedt fik kontakt med kirurgen professor Thorkild Rovsing og andre indflydelsesrige personer i Danmark, lykkedes det at gennemføre ideen og planen i 1924.
Foreningen San Cataldos Venner blev stiftet i juni 1924, og foreningen gjorde det muligt med medlemskontingent som grundlag allerede samme år at uddele stipendier til forskere og kunstnere, mens foreningens medlemmer kunne bo på klosteret som betalende gæster på meget moderate vilkår. Carl Wiinstedt døde i 1932 og havde testamenteret ejendommen samt sin øvrige formue til foreningen, og i 1936 overgik ejendommen og kapitalen til Institutionen San Cataldo, hvis fundats blev kongelig konfirmeret samme år. I de forløbne år er det lykkedes at bevare denne helt enestående besiddelse i Italien og sikre, at San Cataldo stadig ledes i overensstemmelse med Carl Wiinstedts oprindelige tanker og ønsker.
Klostret rummer 9 værelser og har desuden spisestue, dagligstue, bibliotek, musikstue og atelier for bildende kunstnere. I de seneste år er der sket en større modernisering af klosteret. Bl.a. er der blevet etableret et stort solcelleanlæg, indrettet nye badeværelser og skabt et stort rum til møder, mindre koncerter, øvelokale, læsesal, filmforevisninger og andet.

### San Cataldo i dag
Der uddeles hvert år stipendielodder med henblik på ophold fra 1. - 14., 14. - 28. eller 1. - 28. i hver af månederne april-november samt 1. - 14. december. Et stipendium består i et frit ophold med fuld forplejning og kan søges af danske videnskabsmænd, herunder lærere ved højere læreanstalter, arkitekter, billedkunstnere, forfattere, komponister, musikere m.v. Desuden har medlemmer af Foreningen San Cataldos Venner mulighed for (mod betaling) at opholde sig på klosteret i perioden fra 1. april til 14. december fra den 1. til den 14., fra den 14. til den 28. eller fra den 1. til den 28. i en måned.

## San Cataldos bestyrelse består af
- Retspræsident Søren Axelsen (formand)
- Ph.d., mag.art., cand.jur. Birgitte Krejsager
- Arkitekt MAA Ph.d. Bente Lange
- Professor, Jørn Lund
- Pianist, docent Amalie Malling
- Professor, dr.phil., direktør Marianne Pade
- Professor, overlæge, dr.med. Bente Klarlund Pedersen
- Litteraturanmelder, cand.mag. May Schack
- Musikchef Uffe Savery

Bestyrelsen for Foreningen San Cataldos Venner består bl.a. af Birgitte Krejsager (formand), Bo Lidegaard og Pernille Rosendahl